# Gunnar Myrdal
Karl Gunnar Myrdal (Gagnef, Suècia, 6 de desembre de 1898 - Danderyd, 17 de maig de 1987) fou un economista, polític i professor universitari suec guardonat amb el Premi del Banc de Suècia de Ciències Econòmiques l'any 1974.

## Biografia
Myrdal va néixer el 6 de desembre de 1898 a Skattungbyn, Suècia, fill de Karl Adolf Pettersson (1876–1934), un constructor, i de la seva dona Anna Sofia Karlsson (1878–1965). Va prendre el nom de Myrdal el 1914 en honor a la granja dels seus avantpassats Myr a la província de Dalarna
Hi ha una història possiblement apòcrifa sobre una interacció entre ell i Gustav Cassel, on es va informar que Cassel va dir: "Gunnar, hauries de ser més respectuós amb els teus grans, perquè som nosaltres qui determinarem la teva promoció", i ell va respondre: " Sí, però som nosaltres qui escriurem els vostres obituaris".
Gunnar Myrdal es va llicenciar en dret a la Universitat d'Estocolm el 1923 i es va doctorar en economia el 1927. El juny de 1919 va conèixer Alva Reimer, amb qui es va casar l'octubre de 1924 i va tenir el primer dels seus tres fills el 1927.
La tesi doctoral de Myrdal, El problema de la formació de preus sota el canvi econòmic, tenia tres parts: els fonaments del problema dinàmic de la formació de preus, el problema del benefici de l'empresa i el mode òptim de construcció i canvi, el més matemàtic dels tres, on va estudiar l'equilibri de la formació de preus en condicions dinàmiques.
A la tesi doctoral de Gunnar Myrdal, publicada el 1927, va examinar el paper de les expectatives en la formació dels preus. La seva anàlisi va influir fortament en l’escola d'Estocolm. Es va basar en les teories de Knut Wicksell sobre el procés acumulatiu de diners endògens, subratllant la importància de la Incertesa knightiana i el paper de les expectatives ex ante i ex post en el procés econòmic.

## Carrera inicial
Entre 1925 i 1929, Myrdal va estudiar a la Gran Bretanya i Alemanya. Va ser becari Rockefeller i va visitar els Estats Units entre 1929 i 1930. Durant aquest període, va publicar els seus primers llibres, entre ells The Political Element in the Development of Economic Theory el 1930. Tornant a Europa, va exercir durant un any com a professor associat a l’Institut de Postgrau d'Estudis Internacionals, Ginebra, Suïssa.
L'element polític és una recopilació de les conferències de Myrdal presentades a la Universitat d'Estocolm. Ens ofereix el relat històric de la influència de la política en el desenvolupament de la teoria econòmica i la relació entre d'altres. Gunnar creia que l'economia només es consideraria una veritable ciència quan l'aspecte polític estigués dissociat. Es va escriure inicialment per criticar la generació més antiga d'economistes suecs com Eli Heckscher, Gustav Cassel i Brisman, per combinar i confondre fets i valors en les seves teories de "benestar màxim", " nivell de preus " i "ingrés nacional". Però més tard va resultar una crítica general a la teoria econòmica on va emfatitzar que l'economia havia de ser objectiva i independent dels valors. Va escriure que, tot i que els economistes afirmen ser científics i objectius, la seva conclusió de les seves anàlisis sempre va tenir una inclinació política. L'element polític es va traduir a l'alemany el 1932 i a l'anglès el 1953.
Gunnar Myrdal va estar al principi fascinat pels models matemàtics abstractes que es van posar de moda a la dècada del 1920 i va ajudar a fundar l'Econometric Society a Londres. Més tard, però, va acusar el moviment d'ignorar el problema de la distribució de la riquesa en la seva obsessió pel creixement econòmic, d'utilitzar estadístiques defectuoses i de substituir les lletres gregues per les dades que falten en les seves fórmules i de desacreditar la lògica. Va escriure: "Les correlacions no són explicacions i, a més, poden ser tan espúries com l'alta correlació a Finlàndia entre guineus assassinades i divorcis". El professor Myrdal va ser un dels primers defensors de les tesis de John Maynard Keynes, tot i que va sostenir que la idea bàsica d'ajustar els pressupostos nacionals per alentir o accelerar una economia la va desenvolupar per primera vegada i es va articular al seu llibre Monetary Economics, publicat el 1932, quatre anys anterior a la Teoria general de l'ocupació, l'interès i els diners de Keynes.
El comentari de William Barber sobre el treball de Myrdal sobre la teoria monetària és així:
| « | Si la seva contribució hagués estat disponible per als lectors d'anglès abans de 1936, és interessant especular si la "revolució" en la teoria macroeconòmica de la dècada de la depressió s'anomenaria tant "myrdaliana" com "keynesiana". | » |

El llenguatge ex ante de Myrdalian hauria estalviat a la Teoria General de descriure el flux d'inversió i el flux d'estalvi com a idèntica, tautològicament iguals i dins del mateix discurs, tractant la seva igualtat com una condició que es pot complir o no.
L'economista GLS Shackle va afirmar la importància de l'anàlisi de Gunnar Myrdal mitjançant la qual es permet que l'estalvi i la inversió s'ajustin entre si. Tanmateix, la referència a l'anàlisi ex ante i ex post s'ha tornat tan habitual en la macroeconomia moderna que la posició de Keynes de no incloure-la en la seva obra es considera actualment com estranya, si no un error. Com va dir Shackle: El llenguatge ex ante de Myrdalian hauria estalviat a la Teoria General de descriure el flux d'inversió i el flux d'estalvi com a idèntica, tautològicament iguals i dins del mateix discurs, tractant la seva igualtat com una condició que es pot complir o no.
Gunnar Myrdal també va desenvolupar el concepte clau causació acumulada circular, un enfocament multicausal on es delineen les variables bàsiques i els seus vincles.

## Carrera acadèmica
Myrdal va ser professor d'economia a Stockholms Högskola durant 15 anys, de 1933 fins a 1947.
Es va convertir en diputat del Partit Socialdemòcrata de Suècia al Parlament des de 1933 i, de nou, de 1945 a 1947, va exercir com a ministre de Comerç i Indústria al govern de Tage Erlander. Durant aquest període, va ser molt criticat pel seu acord financer amb la Unió Soviètica. Al mateix temps, va ser acusat de ser el responsable de la crisi monetària sueca el 1947.
Va ser coautor amb la seva dona, Alva Myrdal, de la Crisi en la qüestió de la població (1934). El treball de Gunnar i Alva va inspirar les polítiques adoptades pel ministre d'Afers Socials, Gustav Möller, per donar suport social a les famílies.
Gunnar Myrdal va dirigir un estudi exhaustiu de dades sociològiques, econòmiques, antropològiques i jurídiques sobre les relacions racials als Estats Units finançat per Carnegie Corporation, a partir de 1938. El resultat de l'esforç va ser l'obra més coneguda de Gunnar Myrdal, An American Dilemma: The Negro Problem and Modern Democracy, publicada el 1944, i escrita amb la col·laboració de RME Sterner i Arnold Rose. Va caracteritzar el problema de les relacions racials com un dilema a causa d'un conflicte percebut entre els ideals elevats, plasmats en el que va anomenar el "Credo americà", d'una banda i un mal rendiment de l'altra. En les generacions posteriors a la Guerra Civil, els EUA no havien pogut posar en pràctica els seus ideals de drets humans per a la desena part afroamericana de la seva població. Aquest llibre va ser citat pel Tribunal Suprem dels Estats Units en la seva decisió de 1954 Brown contra el Consell d'Educació, que va prohibir la segregació racial a les escoles públiques. Myrdal tenia previst fer un estudi similar sobre la desigualtat de gènere, però no va trobar finançament per a aquest projecte i mai el va completar.

## Segona Guerra Mundial i després
Durant la Segona Guerra Mundial, Gunnar Myrdal era fermament i públicament antinazi. Juntament amb la seva dona, Alva, va escriure Contacte amb Amèrica el 1941, que elogiava les institucions democràtiques dels Estats Units.
Gunnar Myrdal es va convertir en el secretari executiu de la Comissió Econòmica de les Nacions Unides per a Europa el 1947. Durant el seu mandat, va fundar un dels principals centres d'investigació econòmica i desenvolupament de polítiques. Després de deu anys en el càrrec, el doctor Myrdal va dimitir com a secretari executiu el 1957. El 1956 i el 1957, va poder publicar An International Economy, Problems and Prospects, Rich Lands and Poor and Economic Theory and Underdeveloped Regions. Myrdal també va ser signant de la declaració de la UNESCO de 1950 The Race Question, que refuta les teories de la supremacia i la puresa racials, i també va influir en la decisió Brown v Board of Education. "El que sabia sobre la llei constitucional [dels Estats Units] no se'ns diu ni ho hem pogut aprendre". El 1956, Myrdal va escriure el pròleg de l'autor afroamericà Richard Wright The Color Curtain: A Report on the Bandung Conference
Entre 1960 i 1967, va ser professor d'economia internacional a la Universitat d'Estocolm. El 1961 va fundar l’Institut d'Estudis Econòmics Internacionals de la Universitat. Al llarg de la dècada del 1960, va treballar en un estudi exhaustiu de tendències i polítiques al sud d'Àsia per al Fons del segle xx. L'estudi va culminar amb els seus tres volums Drama asiàtic: una investigació sobre la pobresa de les nacions, publicat el 1968. El 1970, va publicar un llibre complementari anomenat The Challenge of World Poverty, on va exposar les que creia que eren les principals solucions polítiques als problemes que va descriure a Asian Drama.
Gunnar Myrdal es va oposar fermament a la Guerra del Vietnam. A Asian Drama, Myrdal va predir que la reforma agrària i la pacificació fracassarien al Vietnam i va instar els Estats Units a començar les negociacions amb el Vietnam del Nord. Després de tornar a Suècia, va dirigir el Comitè Suec del Vietnam i es va convertir en copresident de la Comissió Internacional d'Investigació sobre Crims de Guerra dels EUA a Indoxina. També va presidir l'Institut Internacional d'Estudis per a la Pau d'Estocolm, un organisme de vigilància internacional del comerç d'armes. Va ser un dels signants del Manifest Humanista.

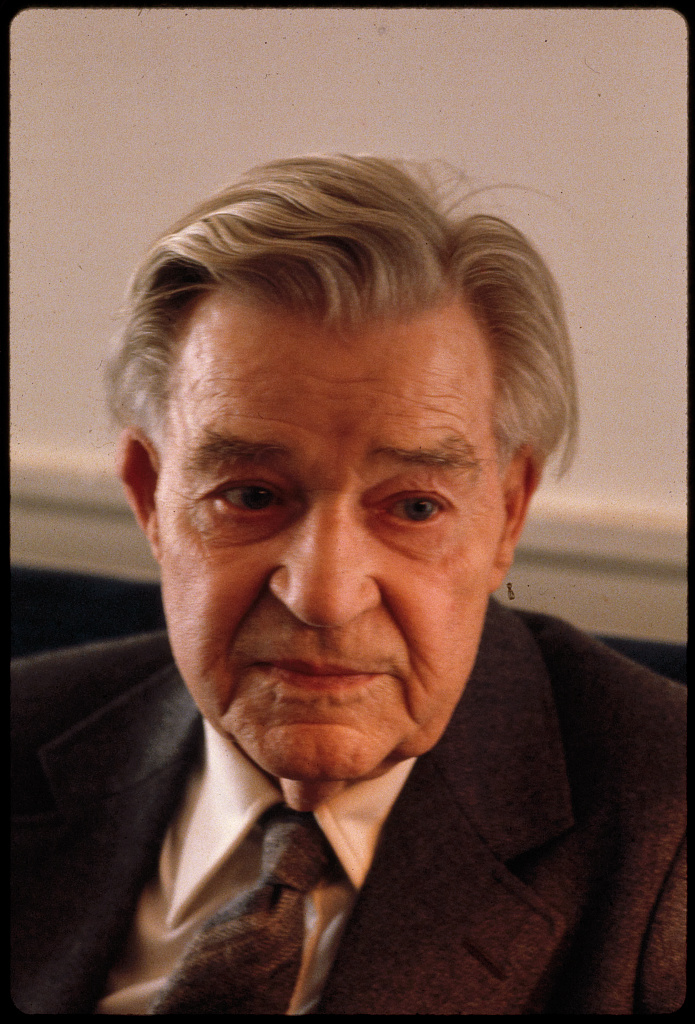
Myrdal el 1980

El 1967 Myrdal va rebre un doctorat honoris causa de la Universitat Sir George Williams, que més tard es va convertir en la Universitat Concordia.
El 1971, tant ell com la seva dona van rebre doctorats honoris causa del Gustavus Adolphus College de Saint Peter, Minnesota.
Morí el 17 de maig de 1987 a la ciutat de Danderyd, situada al comtat d'Estocolm. El 1924 es casà amb Alva Myrdal, escriptora i política, que fou guardonada amb el Premi Nobel de la Pau l'any 1982 pels seus treballs en favor del desarmament.

## Activitat política i social
Membre del Partit Socialdemòcrata suec, fou membre del Parlament suec entre 1936 i 1938 i 1945 i 1947, i  en aquesta última etapa esdevingué ministre de Comerç i Indústria sota els mandats de Per Albin Hansson i Tage Erlander.
Posteriorment fou, durant deu anys, secretari de la Comissió Econòmica de les Nacions Unides per Europa depenent de les Nacions Unides, gràcies a la qual donà a conèixer l'alt índex de pobresa d'Àsia i del Tercer Món. La seva investigació sobre Àsia i les causes de la pobresa van donar lloc al seu influent estudi "Asian Drama: An inquiry into the Poverty of Nations" de 1968.

## Activitat econòmica
Inscrit en l'anomenada Escola sueca d'economia fou partidari que els programes econòmics incideixin en el desenvolupament de l'economia amb la intervenció de l'estat, seguint els postulats de la socialdemocràcia. Va desenvolupar aquests ideals en la seva obra Vetenskap och politik i nationalekonomien ("L'element polític en el desenvolupament de la teoria econòmica", 1932). En diverses obres acusà l'economia clàssica de mantenir programes en els quals els països rics mantenen la seva supremacia sobre els pobres.
El 1974 fou guardonat amb el Premi del Banc de Suècia de Ciències Econòmiques, juntament amb Friedrich August von Hayek, pels seus estudis, pioners, sobre la teoria del diner i les fluctuacions econòmiques.

## Premis i reconeixements
- Va guanyar el Premi de la Pau del Comerç Llibreter Alemany.